# Новдег (Шафт)
Новдег (перс. نوده) — село в Ірані, у дегестані Мола-Сара, у Центральному бахші, шагрестані Шафт остану Ґілян. За даними перепису 2006 року, його населення становило 276 осіб, що проживали у складі 77 сімей.

## Клімат
Середня річна температура становить 14,15 °C, середня максимальна – 27,98 °C, а середня мінімальна – -0,96 °C. Середня річна кількість опадів – 986 мм.
| Клімат поселення                              | Клімат поселення | Клімат поселення | Клімат поселення | Клімат поселення | Клімат поселення | Клімат поселення | Клімат поселення | Клімат поселення | Клімат поселення | Клімат поселення | Клімат поселення | Клімат поселення | Клімат поселення |
| Показник                                      | Січ.             | Лют.             | Бер.             | Квіт.            | Трав.            | Черв.            | Лип.             | Серп.            | Вер.             | Жовт.            | Лист.            | Груд.            |                  |
| Середній максимум, °C                         | 8,42             | 8,92             | 11,77            | 18,00            | 21,93            | 25,24            | 27,98            | 27,51            | 24,43            | 21,08            | 16,54            | 11,98            |                  |
| Середня температура, °C                       | 3,73             | 4,25             | 7,08             | 13,30            | 17,22            | 20,54            | 23,66            | 23,20            | 20,12            | 16,79            | 12,24            | 7,68             |                  |
| Середній мінімум, °C                          | −0,96            | −0,46            | 2,37             | 8,61             | 12,53            | 15,86            | 19,36            | 18,89            | 15,82            | 12,49            | 7,94             | 3,38             |                  |
| Норма опадів, мм                              | 104              | 83               | 79               | 52               | 42               | 27               | 21               | 47               | 100              | 154              | 136              | 141              |                  |
| Середньомісячна швидкість вітру, м/с          | 2.22             | 2.35             | 2.40             | 2.30             | 2.30             | 2.52             | 2.51             | 2.33             | 2.14             | 2.09             | 1.94             | 1.95             |                  |
| Середньомісячна сонячна радіація, кДж/м²·день | 6817             | 8980             | 11077            | 15772            | 20081            | 22336            | 23170            | 19558            | 16112            | 10971            | 8588             | 6589             |                  |
| --------------------------------------------- | ---------------- | ---------------- | ---------------- | ---------------- | ---------------- | ---------------- | ---------------- | ---------------- | ---------------- | ---------------- | ---------------- | ---------------- | ---------------- |
| Джерело:                                      |                  |                  |                  |                  |                  |                  |                  |                  |                  |                  |                  |                  |                  |